# ボナコン

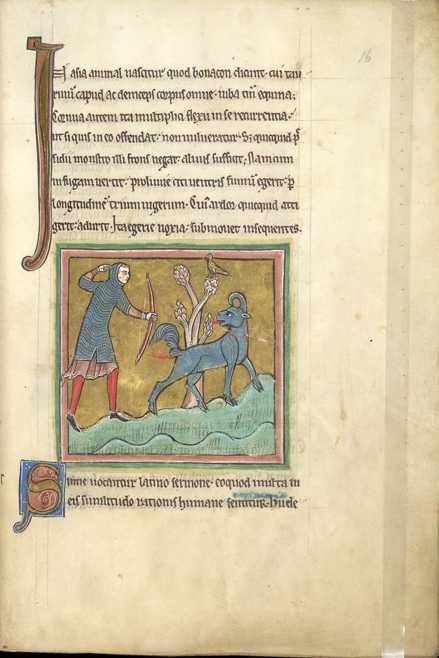
16世紀イギリスの『ローチェスター動物寓話譚(The Rochester Bestiary)』に著されたボナコン。

ボナコン(Bonnacon、Bonaconn)は、アジアの砂漠や低木地に棲み、灼熱（しゃくねつ）しているかのような悪臭を放つ糞をまき散らして身を守るという、ウシ様の伝説上の動物である。
ボナチュス(Bonachus)、ボナスス(Bonasus)とも呼ばれる。
古代ローマの博物学者ガイウス・プリニウス・セクンドゥスが著した『博物誌』と、それを受けて11世紀から12世紀にかけて編まれた動物寓意譚の一つ『アバディーン動物寓意譚』（「#外部リンク」参照）などに記述が見られる。

## 焼き尽くす糞と雄牛の体格
プリニウスはボナコンをバエオニア（マケドニア）に棲息する野生動物・ボナススとして紹介している 。
体つきの全容は、鬣（たてがみ）をもつ雄牛のようであるという。
ほかにも、内側に向けて螺旋状に巻いた角と、馬の鬣を具えており、動物寓意譚ではその角と鬣は緑色であったと記されている。
実に、この怪物が持つ武器は、角ではなく糞であったと語り手は言う。
追いかけられると身を守るために大量に脱糞し、その量は周囲3ハロン（約603.5m、概算8,000m2）、または3ユゲラ（0.75ha）もの広範な土地を埋め尽くしてしまう。
その悪臭は凄まじく、触れる物のことごとくを焼き焦がし、木も草も人も死を免れ得ない。

## 類縁
ボナコンはオリエントのシリアにて巨大な怪物レヴィアタンと交わり、これも灼熱の糞をまき散らす怪物であるタラスクを生み出したとされる。
タラスクは南フランスのローヌ川付近の森に棲息し、食人を常とする四足で背に甲羅を背負う異形の怪物であったといい、古より人々を苦しめてきたこの怪物を聖女マルタが退治したという町を「タラスコン」と呼び伝えている。
町は今日実在する都市タラスコンのことである。